# Osteopilus vastus
Osteopilus vastus és una espècie de granota que es troba a la República Dominicana i Haití.
Està amenaçada d'extinció per la pèrdua del seu hàbitat natural.